# Fuchsia coracifolia
Fuchsia coracifolia är en dunörtsväxtart som beskrevs av Paul Edward Berry. Fuchsia coracifolia ingår i släktet fuchsior, och familjen dunörtsväxter. Inga underarter finns listade i Catalogue of Life.